# Fexhe-le-Haut-Clocher
Fexhe-le-Haut-Clocher är en kommun i Belgien.   Den ligger i provinsen Liège och regionen Vallonien, i den östra delen av landet, 80 km öster om huvudstaden Bryssel. Antalet invånare är 3 143.
Trakten runt Fexhe-le-Haut-Clocher består till största delen av jordbruksmark. Runt Fexhe-le-Haut-Clocher är det tätbefolkat, med 511 invånare per kvadratkilometer.